# Chiesa di San Giovanni Battista (Levanto)
La chiesa di San Giovanni Battista è un luogo di culto cattolico situato nella frazione di Ridarolo nel comune di Levanto, in provincia della Spezia. La chiesa è sede della parrocchia omonima della diocesi della Spezia-Sarzana-Brugnato.

## Storia e descrizione
Secondo alcune supposizioni, non appoggiate pienamente dagli storici locali, la parrocchiale di Ridarolo potrebbe identificarsi con la storica e medievale pieve di Ceula, quest'ultima identificata invece nella vicina pieve parrocchiale di San Siro di Montale. L'edificio, nel corso dei secoli, conobbe sostanzialmente tre fasi principali di edificazione: nel XIV secolo con l'impianto ad aula rettangolare, la seconda del XVI secolo con l'aggiunta del presbiterio e la terza nel XVIII secolo con la costruzione dell'abside semicircolare.
L'antistante piazzale, rialzato rispetto alla chiesa, fungeva molto probabilmente da baluardo difensivo. Internamente conserva il fonte battesimale del XV secolo, in marmo e di forma ottagonale. Sopra il portale d'ingresso, in una nicchia, è custodita una statua marmorea del XVIII secolo e raffigurante il santo titolare della parrocchia.